# Mittweida
Mittweida je velké okresní město v německé spolkové zemi Sasko. Nachází se v zemském okrese Střední Sasko a má přibližně 14 tisíc obyvatel. Mittweida leží na řece Zschopau asi 15 km severně od Chemnitz a zhruba 50 kilometrů západně od saské metropole Drážďan. 

## Historie
První písemná zmínka o Mittweidě je z roku 1209. Jako město (oppidum) byla poprvé uvedena v roce 1286 v listině míšeňského markraběte Jindřicha. Základy dnešní podoby půdorysu města v jeho centru byly položeny ve 14. století. Na počátku 15. století v Mittweidě vznikly řemeslnické cechy - soukeníků, pekařů, ševců, krejčích a pláteníků. Velký význam mělo i pivovarnictví - v 16. století bylo v Mittweidě registrováno 206 právovárečných domů. Na rozvoj města měla velký vliv obzvláště tradice textilní výroby. V roce 1816 byla ve městě uvedena do provozu nová přádelna. Díky dalšímu rozvoji této výroby se Mittweida zařadila mezi nejvýznamnější saská města v oblasti textilního průmyslu. V roce 1866 byla ve městě vybudována první průmyslová tkalcovna. S tímto rozvojem souviselo i založení místního Technického učení v roce 1867. Postupně přibývaly další strojírenské a textilní závody, barvírny a také nové kamenolomy v okolí města.

Během druhé světové války byla na území města pobočka koncentračního tábora Flossenbürg. Od října 1944 do dubna 1945 tímto táborem prošlo na 500 vězeňkyň, které byly nasazeny na práci ve zdejší továrně C. Lorenz AG Berlín. Během válečných událostí město neutrpělo výraznější škody. Mittweida byla 15. 4. 1945 osvobozena americkými jednotkami, které byly 7. 5. 1945 vystřídány Sovětskou armádou.

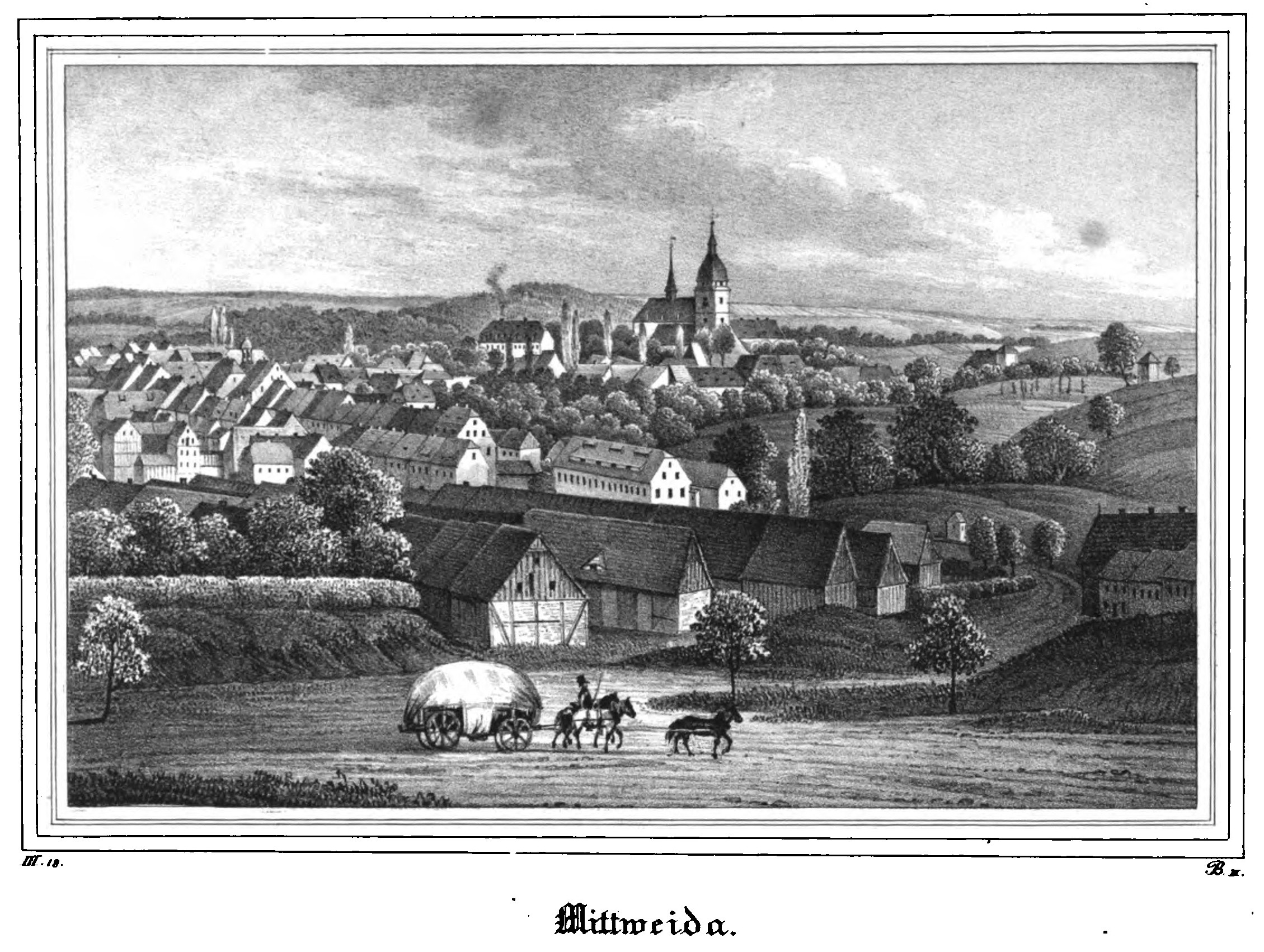
Pohled na Mitwweidu z roku 1837

V roce 1960 měla Mittweida téměř 21000 obyvatel, od té doby nastal postupný pokles. Ke konci roku 2013 se počet občanů snížil na necelých 15000. Mezi lety 1994 a 2008 byla sídlem stejnojmenného zemského okresu.

## Turismus
Od druhé poloviny 19. století se v okolí Mittweidy začal rozvíjet turistický ruch. Návštěvníky přitahovala zejména romantická krajina údolí řeky Zschopau - tzv. Mittweidské Švýcarsko (Mittweidaer Schweiz), která je i v současnosti hojně navštěvovaná. Ve městě je každoročně pořádáno mnoho kulturních a společenských akcí, velkou letní událostí jsou třídenní Městské slavnosti, které se v Mittweidě konají v polovině měsíce srpna.

## Partnerská města a obce

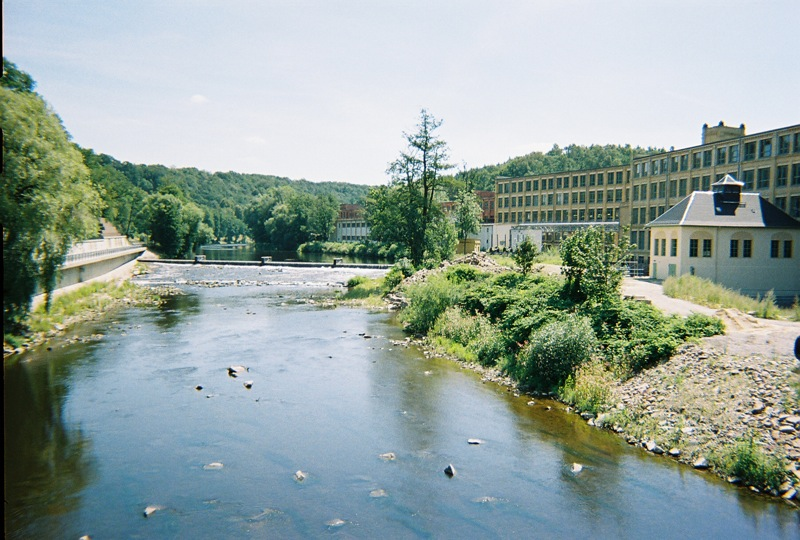
Řeka Zschopau poblíž Mittweidy

- Bornheim, Severní Porýní-Vestfálsko
- Viersen, Severní Porýní-Vestfálsko
- Gabrovo, Bulharsko
- Česká Lípa, Česko

Mimo to Mittweida udržuje přátelské kontakty s dalšími evropskými městy. Mezi nimi jsou: Slavutyč (Ukrajina), Weiz (Rakousko), Peterborough (Anglie), Lambersart (Francie), Bornem (Belgie), Bardejov (Slovensko) a Molde (Norsko).